# Macaca anderssoni
Macaca anderssoni es una especie extinta de macaco cuyos restos fósiles se han encontrado en depósitos del Pleistoceno de China. El animal pesaba entre 7.5 kilogramos a 10.5 kilogramos.